# Contea di Nolan
La contea di Nolan in inglese Nolan County è una contea dello Stato del Texas, negli Stati Uniti. La popolazione al censimento del 2010 era di 15 216 abitanti. Il capoluogo di contea è Sweetwater. La contea è stata creata nel 1876 ed organizzata successivamente, nel 1881. Il nome della contea deriva da Philip Nolan, pirata e mercante statunitense. Durante i suoi viaggi egli venne a contatto con gli indiani Comanche e Taovayas e i suoi appunti di viaggio servirono a disegnare il confine tra Texas e Louisiana nel 1804. Fu ucciso dai soldati spagnoli nel 1801.

## Geografia fisica
| Anno | Popolazione | ±%     |
| ---- | ----------- | ------ |
| 1880 | 640         | Note:  |
| 1890 | 1,573       | 145.8% |
| 1900 | 2,611       | 66.0%  |
| 1910 | 11,999      | 359.6% |
| 1920 | 10,868      | −9.4%  |
| 1930 | 19,323      | 77.8%  |
| 1940 | 17,309      | −10.4% |
| 1950 | 19,808      | 14.4%  |
| 1960 | 18,963      | −4.3%  |
| 1970 | 16,220      | −14.5% |
| 1980 | 17,359      | 7.0%   |
| 1990 | 16,594      | −4.4%  |
| 2000 | 15,802      | −4.8%  |
| 2010 | 15,216      | −3.7%  |

Secondo l'Ufficio del censimento degli Stati Uniti d'America la contea ha un'area totale di 914 miglia quadrate (2370 km²), di cui 912 miglia quadrate (2365 km²) sono terra, mentre 2,0 miglia quadrate (5,2 km², corrispondenti allo 0,2% del territorio) sono costituiti dall'acqua.

### Strade principali
- Interstate 20
- U.S. Highway 84
- State Highway 70
- State Highway 153

### Contee adiacenti
- Fisher County (nord)
- Taylor County (est)
- Runnels County (sud-est)
- Coke County (sud)
- Mitchell County (ovest)